# Yevgueni Burmatnov
Yevgueni Burmatnov –en ruso, Евгений Бурматнов– (19 de abril de 1966) es un deportista ruso que compitió en vela en la clase 470.
Ganó una medalla de oro en el Campeonato Europeo de 470 de 1996. Participó en dos Juegos Olímpicos de Verano, en los años 1992 y 1996, ocupando el quinto lugar en Atlanta 1996).

## Palmarés internacional
| \| Campeonato Europeo \| Campeonato Europeo \| Campeonato Europeo \| Campeonato Europeo \| \| Año \| Lugar \| Medalla \| Clase \| \| ------------------ \| ------------------------- \| ------------------ \| ------------------ \| \| 1996 \| Isla Haying (Reino Unido) \| Medalla de oro \| 470 \| |                           |                |       |
| Campeonato Europeo |                           |                |       |
| Año | Lugar                     | Medalla        | Clase |
| 1996 | Isla Haying (Reino Unido) | Medalla de oro | 470   |